# Ludwig Duncker (Pädagoge)
Ludwig Duncker (* 8. Dezember 1951 in Freudenstadt) ist ein deutscher Erziehungswissenschaftler.
Duncker wurde 1987 an der Universität Tübingen zum Dr. rer. soc. promoviert und habilitierte sich 1992 an der Universität Augsburg. Er war von 1992 bis 1996 Gründungsprofessor und Leiter des Instituts für Grundschulpädagogik an der Erziehungswissenschaftlichen Fakultät der Universität Leipzig und von 1996 bis 2017 Professor für Erziehungswissenschaft mit Schwerpunkt Pädagogik des Primar- und Sekundarbereichs an der Justus-Liebig-Universität Gießen. Weitere Forschungsschwerpunkte sind: Ästhetische Bildung, Bildliteralität und ästhetische Alphabetisierung.

## Publikationen (Auswahl)
- Wege zur ästhetischen Bildung. Anthropologische Grundlegung und schulpädagogische Orientierungen. München 2018.
- Die Grundschule: schultheoretische Zugänge und didaktische Horizonte. Juventa-Verlag, Weinheim/München 2007.
- Zeigen und Handeln: Studien zur Anthropologie der Schule. Vaas, Langenau-Ulm 1996.
- Lernen als Kulturaneignung: schultheoretische Grundlagen des Elementarunterrichts. Beltz, Weinheim/Basel 1994.